# 吉川清
吉川 清（きっかわ きよし、1911年 - 1986年1月25日）は、「原爆一号」の通称で呼ばれた日本の平和活動家で、後に被爆者運動の草分けとなった人物である。

## 概要
福岡県出身。戦時中、電鉄会社の警備隊の仕事に就いていたが、当時33歳であった1945年8月6日に夜勤明けで帰宅した途端、広島市への原子爆弾投下で爆心地から1.5km離れた白島の自宅前で被爆し、背中と両腕の皮膚が焼けただれた状態となった。同年10月16日まで勝円寺の救護所で過ごし、その後は三次の姉の家、次いで妻の叔父の家に身を寄せた。1946年3月に広島赤十字病院に入院した後、生活保護を受けながら1951年4月に退院するまでに16回もの皮膚移植などの手術を受けた。
1947年に広島赤十字病院の講堂でアメリカの報道・科学者視察団に背中のケロイドを見せ、1947年4月30日にはその写真が雑誌『ライフ』などで「ATOMIC BOMB VICTIM NO.1 KIKKAWA（原爆一号）」として紹介された。自転車卸商の人に声をかけられたことをきっかけに、原爆ドームの横にあるバラックの土産物店の経営を始めた。土産物屋で客から背中を見せるように請われた際には、自身の背中を見せながら原子爆弾に関して訴えた。
土産物屋は「原爆一号の店」と看板を掲げ、原爆の熱線で溶けた「原爆瓦」などを売っていた。生活保護が打ち切られ生活費を稼ぐための始めた土産物屋だったが、請われれば背中のケロイドを見せたりしたことなどから「原爆被害を売り物（見世物）にしている」と同じ原爆被害者からも非難されることがあった。
1951年8月末に、広島城の堀端にある倉庫で、30人ほどのメンバーとともに、被爆者が直面している問題について話し合う初の被爆者の組織「原爆障害者更生会」を結成した。1952年8月には、河本一郎・峠三吉らとともに被爆者組織「原爆被害者の会」を結成した。その後も長期間に渡って、妻の吉川生美（きっかわ いきみ）とともに原爆ドームの保存運動に取り組んだ。1961年3月、インド・ニューデリーで行われた世界平和評議会総会にゲストオブザーバーとして参加。カルカッタではラダ・ビノード・パールに対面した。
1963年7月、「原爆一号の店」は不法建築物として取り壊され、広島平和記念公園で屋台の土産物屋を始めるが、その後山田節男広島市長から「平和記念公園は聖地であり、そこで商売するのは好ましくない」との宣告を受けて土産物屋をやめることとなる。1969年3月、流川でバー「原始林」を開く。
1977年10月に脳卒中で倒れ、入院生活を送る。1981年には、著書『「原爆一号」といわれて』を刊行している。

## 後世への影響
土門拳の写真集『ヒロシマ』の中にある唯一のカラー写真は、吉川の腕を写したものである。
小説家の大田洋子は、『暴露の時間』などを始めとした数多くの作品で、吉川清をモデルとした登場人物を登場させている。
2021年8月、企画展「いま、ここにあるヒロシマ」において、吉川夫妻が営んだ土産小屋が再現された。